# Moses Gomberg

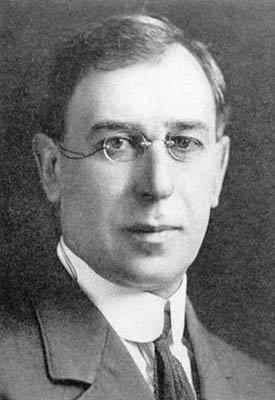
Moses Gomberg

Moses Gomberg (Kropyvnytsky, 8 februari 1866 – Ann Arbor, 12 februari 1947) was een Amerikaans scheikundige van Oekraïense oorsprong. Hij wordt algemeen beschouwd als de vader van de radicaalchemie.

## Biografie
Moses Gomberg werd geboren in het toenmalige Jelisavetgrad in het Keizerrijk Rusland (tegenwoordig de stad Kropyvnytsky in Oekraïne). In 1884 emigreerde hij met zijn familie naar Chicago, vanwege de jodenvervolgingen naar aanleiding van de moord op Alexander II van Rusland. In 1886 vatte Gomberg zijn studies aan de Universiteit van Michigan aan, waar hij in 1894 zijn doctoraat behaalde onder de supervisie van Albert Benjamin Prescott. In zijn proefschrift behandelde hij derivaten van cafeïne.
In 1896-1897 werkte hij als postdoctoraal onderzoeker samen met Adolf von Baeyer en Johannes Thiele in München, en samen met Victor Meyer in Heidelberg, waar hij succesvol tetrafenylmethaan bereidde. Gedurende de rest van zijn carrière, tot zijn pensioen in 1936, bleef Moses Gomberg verbonden aan zijn alma mater. In 1927 werd hij benoemd tot voorzitter van het departement scheikunde. In 1931 was hij voorzitter van de American Chemical Society.
Toen Gomberg het zeer sterisch gehinderde hexafenylethaan zou synthetiseren, ontdekte en identificeerde hij het trifenylmethylradicaal, het allereerste stabiele radicaal. Dit zou de basis vormen van zijn verdere werk rond radicalen. Gomberg was de mentor van Werner Emmanuel Bachmann, naar wie de door hen ontdekte Gomberg-Bachmann-reactie werd vernoemd.